# Фудбалски савез Шведске
Фудбалски савез Шведске (швед. Svenska Fotbollförbundet) (СвФФ) је главна фудбалска организација Шведске. Она организује фудбалску лигу, куп и фудбалску репрезентацију Шведске.
Шведска је имала фудбалске клубове основамне у петпрошлом веку ГАИС (1884, Гетеборг (1887, АИК (1889) Јургорден (1899). Савез је основан 1994. године. Члан је ФИФА од 1904 а УЕФА од 1954. године.
Национално првенство се игра од 1986. Први победник је био Ергрејт. Најуспешнији клубови су Гетеборг, Еергрејт, Малме и Норћепинг. Куп Шведске се игра од 1941, а најуспешнији је био Малме
Прва Мађународна утакмица одиграна је 12. јула 1908. у Гетеборгу против репрезентације Норвешке коју је Шведска добила са 11-3.
Боја дресова репрезентације је жута и плава.